# Isola di Freeden
L'isola di Freeden (in russo Остров Фреден, ostrov Freden) è un'isola russa del gruppo Belaja Zemlja che fa parte dell'arcipelago della Terra di Francesco Giuseppe, nell'Oceano Artico; si trova nella parte nord-orientale dell'arcipelago. L'isola, di forma ovale, lunga 9 km e larga 5, ha un'altitudine massima di 165 m. Ha preso il nome dello scienziato tedesco Wilhelm Ihno Adolf von Freeden.